# Juan Boscán
Juan Boscán (Barcellona, 1492 – Perpignano, 1542) è stato un poeta spagnolo.

## Biografia

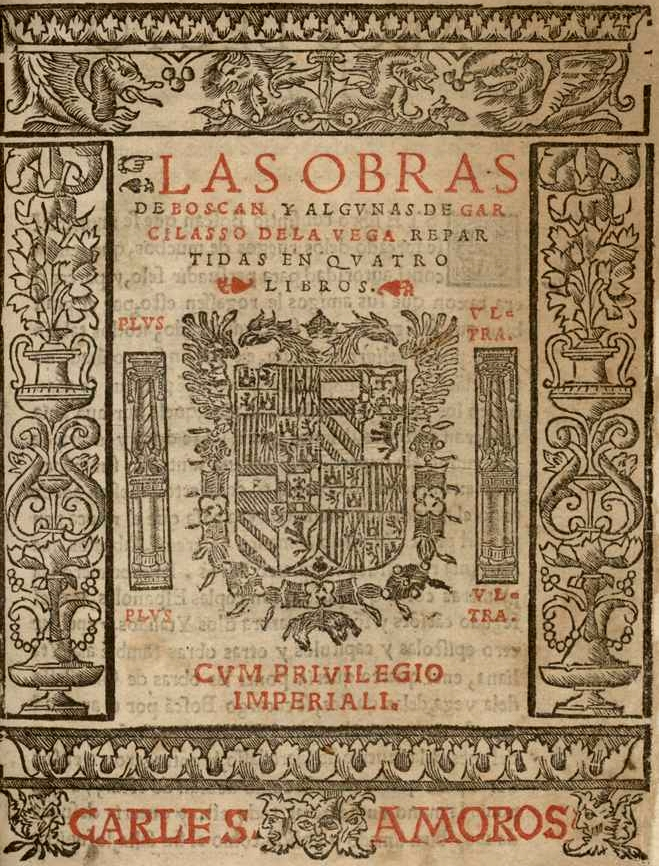
Las obras de Boscán y algunas de Garcilaso de la Vega repartidas en cuatro libros, Barcellona, Carlos Amorós, 1543.

Juan Boscán nasce a Barcellona nel 1492 da una famiglia borghese agiata e trascorre buona parte della sua giovinezza in Castiglia. Il suo precettore fu l'italiano Lucio Marineo Siculo di Vizzini che lo introdusse alle lettere italiane e classiche. Anche lui come tanti letterati dell'epoca è un esempio di poeta-soldato, infatti partecipa alla spedizione di Rodi nel 1522 (con l'amico fraterno Garcilaso de la Vega) e ancora alla campagna contro i turchi del 1529. Nel 1527 era convolato a nozze con Anna Girón de Rebolledo, discendente d'una nobil famiglia valenziana.
Ma un anno prima l'episodio chiave della sua vita e anche un momento che può essere considerato manifesto di una scuola poetica in Spagna. Durante le nozze fra Carlo V e Isabella di Portogallo incontra Andrea Navagero, ambasciatore veneziano presso la corte di Spagna a Madrid. Questi lo esorta ad acclimatare il sonetto e l'endecasillabo in Spagna (Esperimento già tentato in Catalogna, ma senza proseliti dal Marchese di Santillana nei Sonetos fechos al itálico modo). In questo difficile progetto, seguito da uno sciame di critiche da parte dei puristi castigliani, ma esortato dal sempre vicino Garcilaso spenderà tutta la vita, aprendo la strada a un genere che troverà il massimo splendore in Garcilaso. 
È anche precettore del duca d'Alba. Spira di ritorno da un viaggio nel Rossiglione nel 1542.

## L'opera
La sua opera è data alle stampe postuma, nel 1543, se ne occupa la moglie e comprende quattro libri. L'ultimo di questi comprende tutta l'opera di Garcilaso de la Vega.
Nel primo libro abbiamo tutte composizioni di arte menor (ottonari), i componimenti sono circa una trentina. Ma questi componimenti non riescono in definitiva ad eguagliare lo stesso slancio, le stesse sensazioni, problematiche e esiti in definitiva dei suoi modelli italiani. Sono mero concettualismo espresso freddamente;
al secondo libro si possono fare le stesse critiche, ed è composto da un centinaio di sonetti e qualche canzone, in questo prende ispirazione dal Petrarca cercando di costruire un diario sentimentale;
nel terzo descrive argomenti da associare all'aurea mediocritas, rappresenta le sofferenze del cuore e le gioie della casa.
Senza dubbio l'opera migliore del poeta barcellonese è la traduzione del Cortegiano del Baldassarre Castiglione. Mostra alta fedeltà al testo originario, scelta elegante del registro e stile vivace. Scrive anche due sonetti in morte di Garcilaso.
Poeta colto e sensibile anche se non molto originale, abile nel maneggiamento di fonti classiche, e oltre a Petrarca anche Ariosto lo ispirò fortemente,  a Boscán va attribuito il merito di aver fondato una nuova dinastia lirica, grazie all'introduzione della metrica italiana, che consentì ai poeti delle generazioni successive l'utilizzo di nuovi strumenti espressivi.